# Maść parafinowa
Maść parafinowa (łac. Unguentum Paraffini FP II) – preparat galenowy do użytku zewnętrznego, sporządzany według przepisu farmakopealnego w zakresie receptury aptecznej. W Polsce na stan obecny (2024) skład określa Farmakopea Polska II (1937). 
Stanowi żółtawobiałą masę, o dość twardej i spoistej konsystencji. Klasyfikowana jest jako bezwodne, farmaceutyczne podłoże maściowe o właściwościach absorpcyjnych i lipofilowych.
Maść parafinowa jest mieszaniną węglowodorów parafinowych stałego i ciekłego stanu skupienia. Zawarta w preparacie lanolina bezwodna poprawia konsystencję oraz zwiększa liczbę wodną, nadając właściwości absorpcyjne.
Skład i przygotowanie (FP II, 1937 r.)
Paraffinum solidum    40 cz.   (parafina stała)
Paraffinum liquidum   50 cz.   (parafina ciekła)
Lanolinum anhydricum    10 cz. (lanolina bezwodna)
Lanolinę bezwodną i parafinę stałą stopić na łaźni wodnej, dodać ogrzanej parafiny ciekłej. Następnie należy przecedzić przez płótno (lub gazę) i mieszać do zastygnięcia.
Zastosowanie
Maść parafinowa stanowi w recepturze aptecznej w mieszaninie z innymi podłożami (jako dodatek) lub samodzielnie constituens (vehiculum) dla maści bezwodnych (np. jest składową maści boromenthol), niekiedy uwodnionych.
Może być użyta także nieprzetworzona, per se jako obojętna maść natłuszczająco-ochronna.